# Lesteva pubescens
Lesteva pubescens är en skalbaggsart som beskrevs av Mannerheim 1830. Lesteva pubescens ingår i släktet Lesteva, och familjen kortvingar. Enligt den finländska rödlistan är arten nära hotad i Finland. Arten är reproducerande i Sverige. Artens livsmiljö är sjö- och älvstränder.